# La guerra in Europa
La guerra in Europa è un saggio storico autobiografico scritto da Fridolin von Senger und Etterlin.

## Edizioni
Pubblicato inizialmente nel 1960 in Germania, presso l'editore Verlag Kiepenheuer & Witsch di Berlino, venne tradotto in inglese nel 1963 dalla casa editrice britannica MacDonald col titolo di Neither Fear nor Hope ("né paura né speranza"). Nel 1968 fu pubblicato anche in Italia da Longanesi col titolo Combattere senza paura e senza speranza, modificato nelle ristampe successive nella traduzione dell'originale Krieg in Europa.

## Contenuto
Il libro ripercorre la carriera militare dell'autore, nel corso di trentacinque anni.
Von Senger apparteneva a una famiglia dell'aristocrazia cattolica del Württemberg, educato in Inghilterra entrò nella cavalleria nel 1910. Raggiunto il grado di sottotenente al termine della prima guerra mondiale rimase nella costituenda Reichswehr, ottenendo, all'inizio del secondo conflitto mondiale il grado di colonnello. Guidò una brigata durante la campagna di Francia e fu membro della commissione d'armistizio italo-francese. Successivamente ebbe, col grado di brigadiere generale, il comando della 17. Panzer-Division, nella Russia meridionale.
Dopo aver brillantemente contribuito a stabilizzare il fronte dopo la disfatta di Stalingrado von Senger, promosso a maggior generale, fu trasferito in Italia, dove partecipò come ufficiale di collegamento alla difesa e alla successiva ritirata dalla Sicilia. In veste analoga gestì il ritiro delle forze tedesche dalla Sardegna e dalla Corsica.
Von Senger gli fu affidato quindi il comando del XIV Panzerkorps e la promozione a generale delle forze corazzate. In tale veste difese con successo le posizioni tedesche sulla Linea Gustav, guidando la tenace resistenza tedesca durante le battaglie di Montecassino. Al crollo della linea Gustav seguì la ritirata verso nord e la difesa della linea Gotica. La linea gotica cadde pochi giorni prima della resa del Terzo Reich. A seguito della resa dell'armata fu prigioniero in Inghilterra fino al 1948.

## Analisi

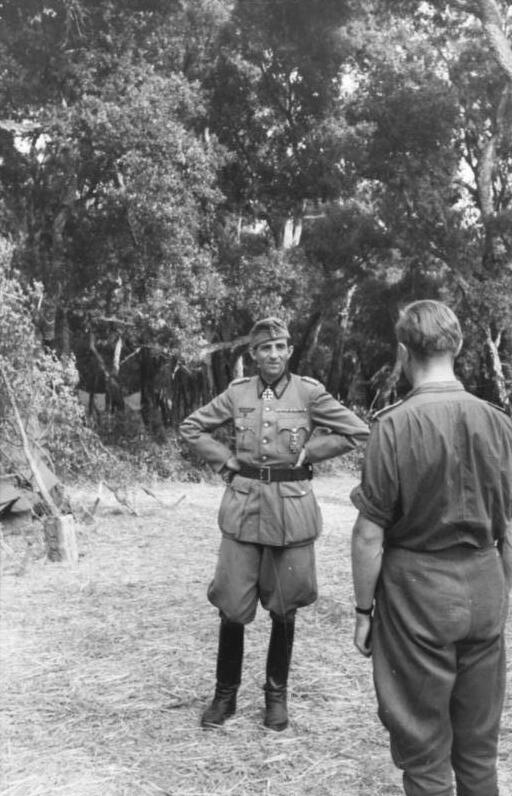
Von Senger a colloquio con un soldato italiano

Tenacemente antinazista l'autore offre uno spaccato della diffusa ostilità delle alte sfere delle forze armate tedesche verso il regime nazista, opposizione che si concretizzò nel fallito complotto del 20 luglio.
Nel libro von Senger analizza in maniera obiettiva la tattica e la strategia tedesca, russa e alleata sui fronti su cui combatté.
Peculiarità del libro è quella di includere elementi biografici e intimistici dell'autore quale il rapporto con la moglie (indicata solo come P.), il figlio (futuro comandante delle forze NATO nell'Europa centrale) e molti commilitoni, l'amore di von Senger per l'arte (in particolare l'architettura romanica) o il senso di colpa per le barbarie naziste.

## Edizioni italiane
- Combattere senza paura e senza speranza, traduzione di G. Cuzzelli, Collana Il mondo nuovo, Milano, Longanesi, 1968, ISBN non esistente.
- La guerra in Europa. Il racconto di un protagonista, traduzione di G. Cuzzelli, Prefazione di Sergio Romano, Collana I grandi libri d'azione, Milano, Longanesi, 2002, ISBN 978-88-304-1954-4.
- La guerra in Europa. Il racconto di un protagonista, Collana Storica, TEA, 2005, ISBN 978-88-502-0820-3.